# Tall Birak
Tall Birak (arab. تل براك) – wieś w Syrii, w muhafazie Al-Hasaka. W 2004 roku liczyła 124 mieszkańców. Znajduje się w niej stanowisko archeologiczne Tell Brak.